# Oriolus forsteni
Oriolus forsteni е вид птица от семейство Oriolidae.

## Разпространение
Видът е разпространен в Индонезия.